# ビーノ (素粒子)
ビーノ（英: bino）は仮説上の素粒子の1つである。超対称性粒子・ボシーノ・ゲージーノに分類される。ビーノはU(1)Yゲージ場に対応する超対称性粒子であり、質量はウィーノやグルイーノより軽いと考えられている。MSSMと呼ばれる模型によれば、その質量は10GeVほどである。